# 비에이라티티
비에이라티티(Callicebus vieirai)는 신세계원숭이에 속하는 티티원숭이의 일종이다. 브라질 중부와 북부 지역에서 발견된다.

## 하위 분류
비에이라티티는 티티원숭이속과 사키원숭이속, 수염사키원숭이속 그리고 우아카리원숭이속을 포함하고 있는 사키원숭이과에 속하는 신세계원숭이의 일종이다.

## 어원
비에이라티티의 이름은 브라질 포유류 학자이자 상파울루 대학교 동물학 박물관(Museum of Zoology of the University of São Paulo, MZUSP)의 큐레이터였던 비에이라(Carlos Octaviano da Cunha Vieira, 1897~1958) 교수의 이름을 따서 명명했다.